# Theorie der kulturellen Phasenverschiebung
Die Theorie der kulturellen Phasenverschiebung (engl. cultural lag, selten social lag) besagt, dass Teile der „immateriellen Kultur“ (z. B. Institutionen, Werte, Normen, Organisationen) mit dem schnellen technischen Fortschritt in der modernen Industriegesellschaft (z. B. Entdeckungen, Kenntnisse, Methoden) nicht mithalten können. Daraus folgt, dass Ungleichgewichte und Fehlanpassungen innerhalb der Gesellschaft entstehen. Aufgrund dieser zeitlichen Asymmetrien kommt es zu sozialen Problemen, Änderungen der Sozialstruktur und Konflikten. Den Begriff der kulturellen Phasenverschiebung hat maßgeblich William Ogburn in seinem Werk „On Culture and Social Change“ von 1922 geprägt.

## Theorie und Beispiele für Phasenverschiebungen
Ogburn betont, dass nicht jede Verzögerung bei der Durchsetzung neuer Erkenntnisse als Phasenverschiebung betrachtet werden könne. Er nennt vier Schritte zur Erkennung einer kulturellen Phasenverschiebung:
1. Unterscheidung von wenigstens zwei Variablen
2. Nachweis, dass zwischen ihnen ein Anpassungsverhältnis besteht
3. exakter Nachweis, dass sich wenigstens eine Variable verändert hat und die andere(n) nicht bzw. dass das Ausmaß der Veränderung(en) unterschiedlich ist
4. Nachweis, dass infolge der früheren oder stärkeren Veränderung der Variable(n) eine weniger gute Anpassung zwischen ihnen besteht als vorher

Die schnellere bzw. stärkere Variable bezeichnet Ogburn als unabhängig, die langsamere bzw. schwächere als abhängig oder auch adaptiv. Er nennt vielfältige Beispiele für die Theorie, wobei die unabhängige Variable keineswegs zwangsläufig materiell-technisch sei. Die Theorie gelte unabhängig davon, welche Seite auslösend und welche anpassend sei, entscheidend sei die Wechselbeziehung zwischen ihnen. In vielen Fällen der modernen, westlichen Welt sei die unabhängige Variable allerdings eine wissenschaftliche Entdeckung oder technische Erfindung. Als Beispiele nennt Ogburn unter anderem folgende Zusammenhänge (Stand Mitte des 20. Jahrhunderts):
- die rasche Entwicklung immer schnellerer Autos (unabhängige Variable) und der Verlauf von jahrhundertealten Landstraßen (abhängige Variable)
- die Verlagerung vormals häuslicher Produktion in die Fabrik (unabhängige Variable) und die an den Haushalt gebundene soziale Stellung der Frau (abhängige Variable)
- die Entwicklung schneller Industriemaschinen (unabhängige Variable) und der Versorgungsanspruch der Arbeiter bei Unfällen (abhängige Variable)
- die Verkehrsmittelentwicklung bzw. weltweite Rohstoffsuche (unabhängige Variable) und der US-amerikanische Isolationismus der Zwischenkriegszeit (abhängige Variable)
- die atomare Aufrüstung (unabhängige Variable) und der Schutz der Zivilbevölkerung (abhängige Variable)

Neuere Beispiele ab ca. 2010:
- die Digitalisierung in Deutschland (unabhängige Variable) und das Auffangen vieler ungelernter Arbeitskräfte durch die soziale Marktwirtschaft (abhängige Variable)
- die globalen Migrationsbewegungen (unabhängige Variable) aus Hunger, wirtschaftlicher Teilhabe oder Krieg und das Aufrechterhalten von pluralistisch organisierten westlichen Demokratien (abhängige Variable)

Vermehrte Fehlanpassungen werden laut Ogburn zum Beispiel durch Revolutionen und Kriege aufgelöst. So habe etwa die Revolution in China viele bäuerliche Anachronismen und den Feudalismus beseitigt. Der Krieg habe viele Frauen vom Haushalt gelöst und Arbeit in der Wirtschaft verschafft. Afroamerikanern habe der Krieg höhere Bildungs- und Einkommensschichten erschlossen.
Laut Helmut Schoeck wurde die Theorie durch Richard Thurnwald und Wilhelm Emil Mühlmann weiterentwickelt. Demnach weist jede kulturelle Gegenwart gleichzeitig Einstellungen auf, die zu unterschiedlichen Zeiten einmal Geltung hatten.

## Kritik
Trotz einer intuitiven Eingängigkeit der Theorie der kulturellen Phasenverschiebung werden grundlegende Kritikpunkte gegen sie vorgebracht:
1. Sie betrachte technische Innovationen „als Datum“ und lasse ihre (kulturelle) Entstehung im Unklaren.
2. Sie lege gleiche Maßstäbe an verschiedene Phänomene an, die nicht gleichermaßen messbar seien.
3. Sie könne den Zeitpunkt, an dem eine Gesellschaft eine neue Technik „annehme“ nicht eindeutig bestimmen.
4. Sie bewerte den technischen Wandel höher als die (immaterielle) Kultur, die in der Regel als anpassungsbedürftig betrachtet werde.